# 埼玉県道119号与野停車場線

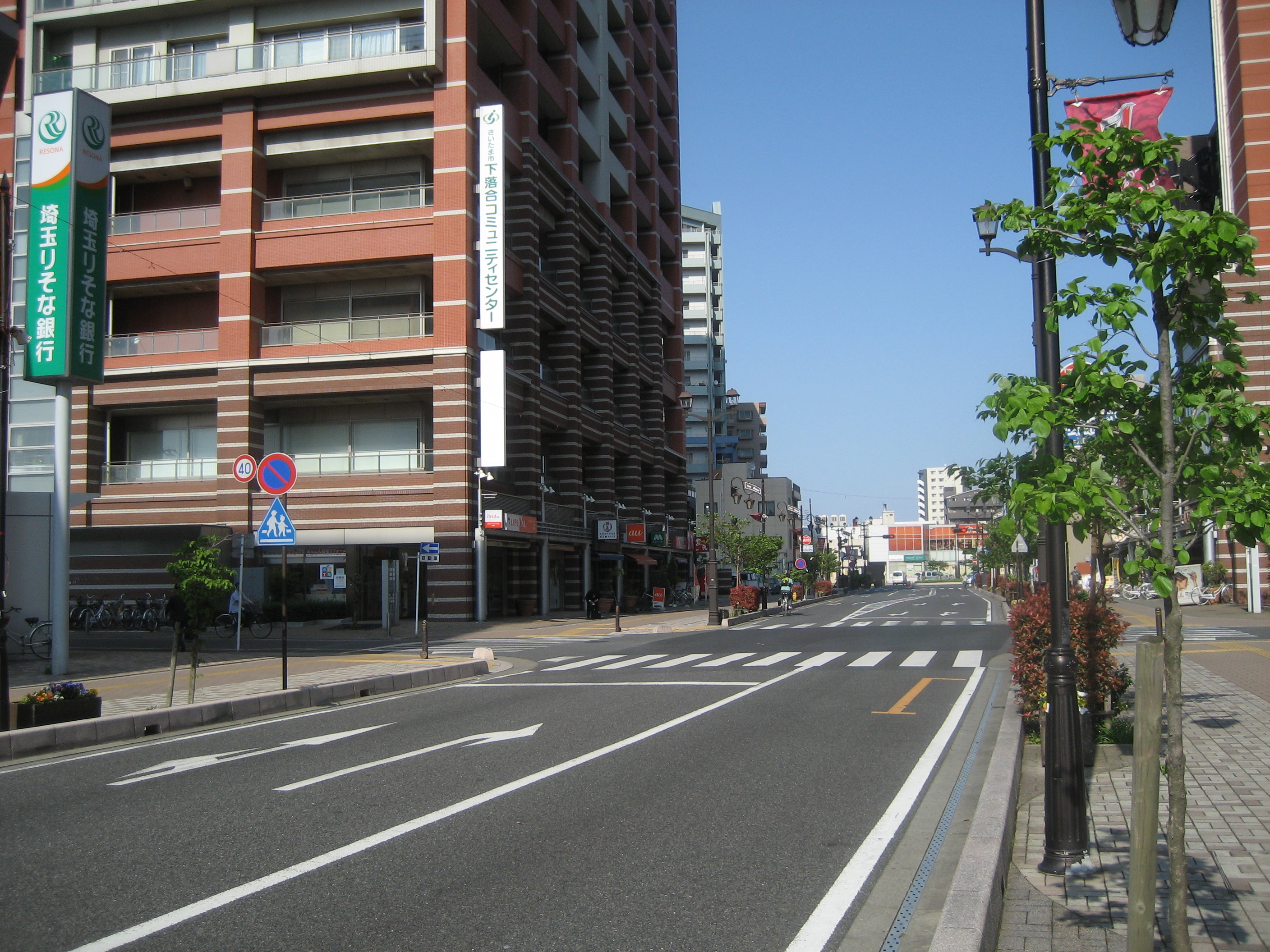
中央区下落合付近（与野駅方向）

埼玉県道119号与野停車場線（さいたまけんどう119ごう よのていしゃじょうせん）は、埼玉県さいたま市中央区とさいたま市浦和区を結ぶ県道である。

## 起点・終点
- 起点：埼玉県さいたま市中央区（埼玉県道165号大谷本郷さいたま線交点）
- 終点：埼玉県さいたま市浦和区（与野停車場）
- 総延長：591m

## 通過する自治体
- 埼玉県
  - さいたま市（浦和区、中央区）

## 接続する主な道路
| 交差する道路                    | 交差点名       | 所在地         | 所在地 | 最高速度 (km/h) |
| ------------------------------- | -------------- | -------------- | ------ | --------------- |
| 埼玉県道165号大谷本郷さいたま線 | 本町西一丁目   | さ い た ま 市 | 中央区 | 30              |
|                                 | 与野本町駅入口 | さ い た ま 市 | 中央区 | 30              |
| （与野中央通り）                | 中央区役所     | さ い た ま 市 | 中央区 | 30              |
| 国道17号                        | 与野駅入口     | さ い た ま 市 | 中央区 | 30              |
| （与野停車場）                  |                | さ い た ま 市 | 浦和区 | 40              |

## 沿線
- JR与野駅
- 浦和西警察署与野駅西口交番
- さいたま市下落合コミュニティセンター
- 与野駅前郵便局
- 埼玉県都市競艇組合
- 西友与野店
- さいたま市産業文化センター
- 浦和西警察署与野交番
- 与野郵便局
- さいたま市中央区役所
- さいたま市消防局中央消防署
- JR与野本町駅

## 別名
- 駅前通り（さいたま市（旧与野市））